# 헝거 게임 (영화 시리즈)
《헝거 게임》(영어: The Hunger Games)은 수잰 콜린스의 소설 시리즈 《헝거 게임 삼부작》을 영화화한 일련의 시리즈이다.

## 시리즈
- 《헝거 게임: 판엠의 불꽃》
- 《헝거 게임: 캣칭 파이어》
- 《헝거 게임: 모킹제이 - 파트 1》
- 《헝거 게임: 모킹제이 - 파트 2》
- 《헝거 게임: 노래하는 새와 뱀의 발라드》

## 같이 보기
- 배틀 로얄 (영화)